# Cratere Telz
Telz  è un cratere sulla superficie di Marte.